# Yoan Fanise
Yoan Fanise (ur. 1981) – francuski projektant i reżyser gier komputerowych.

## Życiorys
Pracował w Ubisoft Montpellier przy udźwiękowieniu gry Beyond Good & Evil (2003) Michela Ancela. Potem sprawował funkcję współreżysera gry imprezowej Rayman: Szalone Kórliki (Rayman contre les Lapins Crétins, 2006), do której opracował udźwiękowienie (w tym charakterystyczne wrzaski tytułowych stworów, które porywają postać Raymana).
Jego pierwszym samodzielnym projektem była gra Valiant Hearts: The Great War (Soldats Inconnus : Mémoires de la Grande Guerre, 2014), do którego oprawę graficzną opracował Paul Tumelaire. Valiant Hearts to gra przygodowa w konwencji komiksowej, podczas której gracz na przemian kontroluje awatary różnych narodowości – osoby nieuczestniczące bezpośrednio w starciach wojennych podczas I wojny światowej. Inspiracją dla Fanise'a były losy jego dziadka, który walczył na froncie zachodnim i stracił nogę. Pacyfistyczne przesłanie utworu o grozie wojny pozycyjnej zapewniło Valiant Hearts wielki sukces artystyczny (nagrody za najlepszą narrację i statuetka Games for Change) podczas ceremonii wręczenia The Game Awards. Carolyn Petit z portalu GameSpot nazwała Valiant Hearts „jedną z najbardziej ludzkich i wrażliwych gier o wojnie, jakie kiedykolwiek wydano”.
W 2015 roku Fanise opuścił Ubisoft, by założyć własną spółkę DigixArt. Nowe studio zadebiutowało rytmiczną grą mobilną Lost in Harmony (2016), by powrócić do tematyki I wojny światowej w 11-11: Memories Retold (2018). Fanise podjął tym razem współpracę z brytyjskim studiem Aardman Animations, by jako reżyser kreatywny ukazać losy dwóch osób po różnej stronie barykady: kanadyjskiego reportera wojennego i niemieckiego inżyniera zwerbowanego na front. 11-11 została uhonorowana trzema francuskimi nagrodami Ping Awards: za najlepszą grę na komputery osobiste, udźwiękowienie i scenariusz. Kolejna gra Fanise'a, Road 96 (2021), utrzymana w konwencji kina drogi, pozwala pokierować kilkoma anonimowymi nastolatkami, które podczas próby ucieczki za granicę z autorytarnego państwa wpływają na losy i decyzje kilkorga niesterowalnych bohaterów. Za każdym razem gra losuje inną kolejność pokonywania etapów i spotkań z postaciami niezależnymi.